# Nick Robinson
Nicholas John "Nick" Robinson (ur. 22 marca 1995 w Seattle) – amerykański aktor telewizyjny i filmowy.

## Życiorys

### Wczesne lata
Urodził się i dorastał w Seattle jako najstarsze z siedmiorga dzieci Denise Podnar. Miał dwoje starszego przyrodniego rodzeństwa z poprzedniego małżeństwa ojca. W 2013 ukończył Campbell Hall School. Studiował na Uniwersytecie Nowojorskim.

### Kariera
W wieku 11 lat zajmował się teatrem repertuarowym, współpracując w Seattle z ACT (A Contemporary Theatre), gdzie zdobył czołowe role w produkcjach Karola Dickensa Opowieść wigilijna i  Zabić drozda (To Kill a Mockingbird). Wziął także udział w programie dla społeczności teatralnej Broadway Bound.
Na swoim drugim telewizyjnym przesłuchaniu w Los Angeles dostał rolę Rydera Scanlona w sitcomie ABC Family Melissa i Joey (Melissa & Joey, 2010–2015), aż do czasu zdjęcia serialu z anteny.
Wystąpił jako Jake Logan w komediodramacie Disneya Frenemies (2012) z Bellą Thorne i Zendayą. Przełom nastąpił w 2013, gdy do kin wszedł film Królowie lata (The Kings of Summer), w którym zagrał rolę główną Joego Toya. W 2013 był nominowany do nagrody Phoenix Film Critics Society Awards w kategorii „Najlepszy wykonawca młodzieżowy jako lider lub w roli drugoplanowej”.
Dołączył do obsady filmu Jurassic Park IV (2015) jako Zach Mitchell z Chrisem Prattem i Bryce Dallas Howard. W dramacie Being Charlie (2015) wcielił się w tytułowego bohatera. W komediodramacie Twój Simon (Love, Simon, 2018)  z udziałem Keiynana Longsdale'a, Josha Duhamela i Jennifer Garner zagrał postać geja Simona Spiera.

## Wybrana filmografia

### filmy fabularne
- 2009: CC 2010 (film krótkometrażowy) jako młody Tata CC
- 2010: Displaced (film krótkometrażowy) jako Dzieciak w ręczniku
- 2013: Królowie lata (The Kings of Summer) jako Joe Toy
- 2015: The Cav Kid (film krótkometrażowy) jako punk
- 2015: Being Charlie jako Charlie
- 2015: Jurassic World jako Zach Mitchell
- 2016: Piąta fala (The Fifth Wave) jako Ben Parish
- 2017: Ponad wszystko (Everything, Everything) jako Olly Bright
- 2018: Twój Simon jako Simon Spier

### seriale TV
- 2010–2015: Melissa i Joey (Melissa & Joey) jako Ryder Scanlon
- 2012: Zakazane imperium (Boardwalk Empire) jako Rowland Smith
- 2012: Frenemies jako Jake Logan
- 2020: Love, Victor jako Simon
- 2020: A Teacher jako Eric Hunter